# 克勞斯·富赫斯
（1911年12月29日—1988年1月28日），德国理論物理學家、著名核武器间谍，直接或间接地参与了美、苏、英三国的核武器研发计划。

## 生平
出生於德意志帝國吕瑟尔斯海姆，父亲曾为莱比锡大学神学教授，也是首批加入德国社民党的路德宗牧师之一。1930年，進入萊比錫大學。1933年为逃避纳粹迫害避居英国并在布里斯托大学获得物理学博士学位（师从内维尔·莫特），在爱丁堡大学获得科学博士学位（担任马克斯·玻恩的助手）。1941年受鲁道夫·佩尔斯邀请加入英国原子弹研发计划合金管工程并成为其最信任的助手，同时开始向苏联提供情报。1943年，他与佩尔斯同赴美国哥伦比亚大学，开始參與曼哈頓計劃。次年8月，他前往新墨西哥州的洛斯阿拉莫斯國家實驗室参与原子弹研发，在犹太裔德国物理学家汉斯·贝特手下工作并負責以内爆方式引爆钚芯原子弹（即后来投在长崎的胖子）的多項重要機密計算，也曾參與氫彈的早期理論發展。二战结束后，他留在洛斯阿拉莫斯國家實驗室参与十字路口行动核武试验的准备工作。1946年8月，返回英国担任英国核能研究机构理论物理部主任参与英国原子弹研发项目。
富赫斯于1941-1949年间向苏联提供了包括美、英两国原子弹设计方案、计算方法和大量相关实验数据在内的大量高价值情报，大大缩短了苏联第一颗原子弹的研制周期。1945年9月，他向苏联提供了恩里科·费米1943年-1945年间介绍热核武器研究状态的一系列报告的总结。1947年底至1949年五月，又向苏联提供了美国氢弹研究主要理论架构（恩里科·费米和爱德华·泰勒在芝加哥大学的研究）和一部分早期草图等情报，以及原子弹测试结果和铀-235浓缩等技术信息。美国国会的一份报告称他是自国家诞生以来破坏力最大的间谍。BBC纪录片《核武秘密》第二集《超级间谍》详细记录了他的间谍生涯。1949年9月，英美情报机构维诺那计划确认其间谍身份；1950年1月，他向军情五处的调查人员认罪，3月被判四项指控成立，但出于苏联在二战中为英国的盟友而仅被处以14年监禁，但被剥夺英国国籍。1959年6月提前获释后前往东德定居，供职于东德科研机构。